# Mayo Hibi
Mayo Hibi (日比 万葉?, Hibi Mayo; Toyonaka, 3 aprile 1996) è una tennista giapponese inattiva dal 2021.

## Biografia
Vincitrice di 8 titoli nel singolare e 1 titolo nel doppio nel circuito ITF, il 3 febbraio 2020 ha raggiunto la sua migliore posizione nel singolare WTA piazzandosi 157º. Il 26 maggio 2014 ha raggiunto il miglior piazzamento mondiale nel doppio alla posizione nº378.
Mayo Hibi ha vinto il suo torneo 50.000 $ al FSP Gold River Women's Challenger 2013, sconfiggendo in finale Madison Brengle in tre set.
Mayo Hibi vive in California dall'età di 2 anni.

## Statistiche ITF

### Singolare

#### Vittorie (8)
| Torneo $100.000 (0) |
| Torneo $80.000 (0)  |
| Torneo $75.000 (0)  |
| Torneo $60.000 (1)  |
| Torneo $50.000 (1)  |
| Torneo $25.000 (4)  |
| Torneo $15.000 (1)  |
| Torneo $10.000 (1)  |

| N. | Data             | Torneo                                           | Superficie | Avversaria in finale | Punteggio     |
| 1. | 3 giugno 2012    | Head Tail Activewear Women's, Hilton Head Island | Cemento    | Jessica Moore        | 6–3, 6–1      |
| 2. | 9 giugno 2013    | ITF Las Cruces Women's Challenger, Las Cruces    | Cemento    | Petra Rampre         | 6–3, 6–0      |
| 3. | 6 luglio 2013    | FSP Gold River Women's Challenger, Sacramento    | Cemento    | Madison Brengle      | 7-5, 6-0      |
| 4. | 21 giugno 2015   | Palmetto Pro Open, Sumter                        | Cemento    | Lauren Embree        | 6–4, 3–6, 6–4 |
| 5. | 21 gennaio 2017  | Open GDF SUEZ de Petit-Bourg, Petit-Bourg        | Cemento    | Giuliana Olmos       | 6-3, 6-0      |
| 6. | 2 aprile 2017    | Kofu International Open Tennis, Kōfu             | Cemento    | Han Na-lae           | 5–7, 6–3, 6–2 |
| 7. | 13 maggio 2018   | ITF Goyang Women's Challenger, Goyang            | Cemento    | Liang En-shuo        | 6-3, 6-3      |
| 8. | 10 novembre 2019 | Lexus of Las Vegas Open, Las Vegas               | Cemento    | Anhelina Kalinina    | 6-2, 5-7, 6-2 |

#### Sconfitte (6)
| Torneo $100.000 (0) |
| Torneo $80.000 (0)  |
| Torneo $75.000 (0)  |
| Torneo $60.000 (1)  |
| Torneo $50.000 (1)  |
| Torneo $25.000 (4)  |
| Torneo $15.000 (0)  |
| Torneo $10.000 (0)  |

| N. | Data           | Torneo                                                    | Superficie | Avversaria in finale     | Punteggio     |
| 1. | 24 agosto 2014 | CIBC Wood Gundy Challenger, Winnipeg                      | Cemento    | Patricia Mayr-Achleitner | 2–6, 2–6      |
| 2. | 17 aprile 2016 | Pingshan Open, Shenzhen                                   | Cemento    | Wang Qiang               | 2–6, 0–6      |
| 3. | 12 marzo 2017  | Keio Challenger International Tennis Tournament, Yokohama | Cemento    | Akiko Ōmae               | 5–7, 2–6      |
| 4. | 16 luglio 2017 | Winnipeg Challenger, Winnipeg                             | Cemento    | Caroline Dolehide        | 3-6, 4-6      |
| 5. | 21 luglio 2019 | Berkeley Tennis Club Challenge, Berkeley                  | Cemento    | Madison Brengle          | 5–7, 4–6      |
| 6. | 18 luglio 2021 | The Women's Hostpital Classic, Evansville                 | Cemento    | Rebecca Marino           | 3-6, 6-3, 0-6 |

### Doppio

#### Vittorie (1)
| Torneo $100.000 (0) |
| Torneo $80.000 (0)  |
| Torneo $75.000 (0)  |
| Torneo $60.000 (0)  |
| Torneo $50.000 (0)  |
| Torneo $25.000 (0)  |
| Torneo $15.000 (1)  |
| Torneo $10.000 (0)  |

| N. | Data            | Torneo                                    | Superficie | Compagna   | Avversarie in finale                         | Punteggio           |
| 1. | 20 gennaio 2017 | Open GDF SUEZ de Petit-Bourg, Petit-Bourg | Cemento    | Carol Zhao | Emilie Francati Charlotte Robillard-Millette | 2–6, 7–6(6), [11–9] |

#### Sconfitte (3)
| Torneo $100.000 (0) |
| Torneo $80.000 (0)  |
| Torneo $75.000 (0)  |
| Torneo $60.000 (0)  |
| Torneo $50.000 (0)  |
| Torneo $25.000 (1)  |
| Torneo $15.000 (1)  |
| Torneo $10.000 (1)  |

| N. | Data           | Torneo                                        | Superficie | Compagna         | Avversarie in finale                   | Punteggio           |
| 1. | 21 maggio 2012 | Palmetto Pro Open, Sumter                     | Cemento    | Elizabeth Ferris | Jan Abaza Nicola Slater                | 6(1)-7, 3-6         |
| 2. | 9 giugno 2013  | ITF Las Cruces Women's Challenger, Las Cruces | Cemento    | Anamika Bhargava | María Fernanda Álvarez Terán Keri Wong | 2–6, 2–6            |
| 3. | 12 aprile 2015 | Torneo Internacional Challenger León, León    | Cemento    | Kim Grajdek      | Maria Fernanda Alves Danielle Lao      | 7-5, 6(5)-7, [4-10] |